# Alte Pragaer Synagoge (Warschau)
Die alte Pragaer-Synagoge von Warschau war die Synagoge der Warschauer Vorstadt Praga und die älteste Synagoge in Warschau.

## Geschichte
Am Anfang gab es in Warschau ausschließlich eine jüdische Vorstadtgemeinde, die in der nach Prag benannten Warschauer Vorstadt Praga lebte. In der Stadt Warschau durften nur privilegierte Mitglieder der Warschauer Pragaer-Gemeinde wohnen. Die alte Pragaer-Synagoge war eine hölzerne Synagoge, die 1819 gebaut worden war. 1836 wurde an ihrer Stelle die neue Pragaer-Synagoge bzw. Vorstadt-Synagoge erbaut.
Koordinaten: 52° 15′ 5,1″ N, 21° 2′ 5″ O